# Municipio de Hayes (condado de Reno)
El municipio de Hayes (en inglés: Hayes Township) es un municipio ubicado en el condado de Reno en el estado estadounidense de Kansas. En el año 2010 tenía una población de 79 habitantes y una densidad poblacional de 0,42 personas por km².

## Geografía
El municipio de Hayes se encuentra ubicado en las coordenadas 38°6′26″N 98°23′31″O / 38.10722, -98.39194. Según la Oficina del Censo de los Estados Unidos, el municipio tiene una superficie total de 186.48 km², de la cual 186,3 km² corresponden a tierra firme y (0,1 %) 0,18 km² es agua.

## Demografía
Según el censo de 2010, había 79 personas residiendo en el municipio de Hayes. La densidad de población era de 0,42 hab./km². De los 79 habitantes, el municipio de Hayes estaba compuesto por el 100 % blancos. Del total de la población el 2,53 % eran hispanos o latinos de cualquier raza.